# Air Force Museum of New Zealand

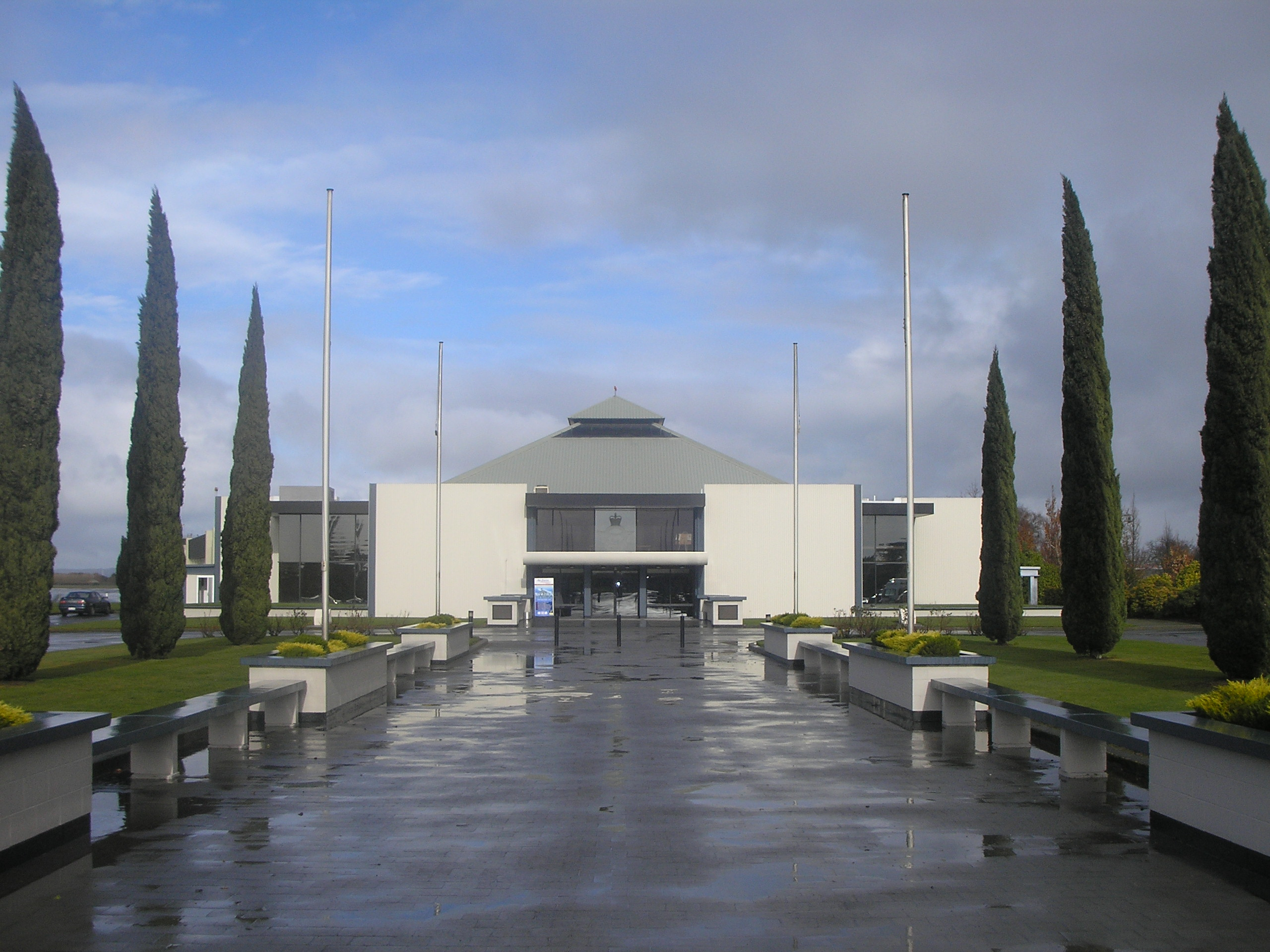
Frontansicht des Museums (2008)

Flagge der RNZAF

Das Air Force Museum of New Zealand (früher The Royal New Zealand Air Force Museum) ist ein Luftfahrt- und Militärmuseum in der neuseeländischen Stadt Christchurch. Es widmet sich der Geschichte der neuseeländischen Luftstreitkräfte (Royal New Zealand Air Force) und ist neben dem National Army Museum in Waiouru und dem  Torpedo Bay Navy Museum in Auckland eines von drei offiziellen Museen der Streitkräfte des Landes. Das Museum befindet sich am ehemaligen Militärflugplatz Wigram Aerodrome etwa acht Kilometer südwestlich der Innenstadt.
Das Museum behandelt die Geschichte der militärischen Luftfahrt in Neuseeland, angefangen von den neuseeländischen Piloten in britischen Verbänden im Ersten Weltkrieg, über den Zweiten Weltkrieg und die Konflikte des Kalten Krieges bis hin zu den Friedensicherungs- und Katastrophenhilfsmissionen der letzten Jahre. Neben derzeit 31 Luftfahrzeugen umfasst die Sammlung unter anderem auch zahlreiche Flugzeugkomponenten, technische Geräte, Waffen, Insignien, Textilien, künstlerische Werke und Gebrauchsgegenstände. Der Eintritt ist kostenlos.
Folgende Flugzeuge und Hubschrauber werden ausgestellt:
- Aerospace CT4B Airtrainer
- Airspeed Oxford (Restaurierung)
- Auster Mk.7c
- Avro 626
- Avro Anson Mk.1
- BAC Mk.88 Strikemaster
- Bell UH-1H Iroquois
- Bleriot X1-2 Britannia (Replica)
- Bristol 170 Mk.31M Freighter
- Cessna 0-2A-CE
- Consolidated Catalina
- Curtiss P-40 Kittyhawk (Restaurierung)
- De Havilland DH.82A Tiger Moth
- De Havilland DH.100 Vampire FB.5
- De Havilland DH.115 Vampire T.11
- De Havilland DH.104 Devon
- De Havilland Canada DHC-2 Beaver
- Douglas C-47B Dakota
- English Electric Canberra B.20
- Grumman TBF-1C Avenger
- Hawker Siddeley Andover CC Mk.1
- Kaman Seasprite SH-2F
- Lockheed Hudson Mk.III
- McDonnell Douglas A-4C Skyhawk
- McDonnell Douglas TA-4K Skyhawk
- North American Harvard Mk.III
- North American P-51D Mustang
- Sopwith Pup (Replica)
- Supermarine Spitfire LF Mk.XVIe
- Vickers Type 277 Vildebeest Mk. III (Restaurierung)
- Westland Wasp HAS Mk.I